# Benjamin Joseph Franklin

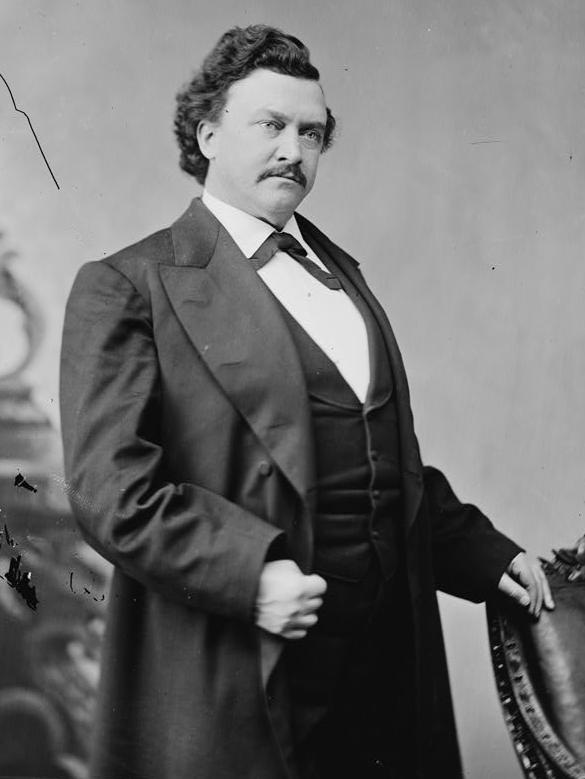
Benjamin Joseph Franklin

Benjamin Joseph Franklin (* März 1839 in Maysville, Kentucky; † 18. Mai 1898 in Phoenix, Arizona) war ein US-amerikanischer Politiker (Demokratische Partei). Er vertrat den Bundesstaat Missouri im US-Repräsentantenhaus und war von 1896 bis 1897 Gouverneur des Arizona-Territoriums.

## Werdegang
Franklin besuchte Privatschulen. Anschließend ging er von 1849 bis 1851 auf das Bethany College in Bethany, Virginia (heute West Virginia). Er unterrichtete an einer Schule und studierte Jura. Seine Zulassung als Anwalt bekam er 1859 und begann dann in Leavenworth, Kansas zu praktizieren.
Er entschied sich 1861, eine politische Laufbahn einzuschlagen, indem er für einen Sitz im Senat von Kansas kandidierte. Er gewann die Wahl, konnte aber aufgrund des Ausbruchs des Sezessionskrieges seine Stellung nicht antreten. Daraufhin trat er in die Confederate States Army im Dienstgrad eines Private ein. Er wurde in den Dienstgrad eines Captains befördert und diente während des ganzen Kriegs hindurch. Nach dem Krieg zog er nach Columbia, Missouri, wo er sich mit landwirtschaftlichen Arbeiten beschäftigte. 1868 zog er aber schon dann nach Kansas City, Missouri, wo er dort seine Tätigkeit als Anwalt wieder aufnahm. Franklin bekleidete zwischen 1871 und 1875 das Amt des Staatsanwalts im Jackson County.
Er wurde als Demokrat in den 44. und den 45. US-Kongress gewählt. Dort war er vom 4. März 1875 bis zum 3. März 1879 tätig. In dieser Zeit war er auch der Vorsitzende des Committee on Territories (45. US-Kongress). Er bewarb sich zunächst um die Wiederwahl, zog dann aber seine Kandidatur zurück. Daraufhin ging er seiner Tätigkeit als Anwalt in Kansas City nach. 1885 wurde er zum US-Konsul in Hankow, China ernannt. Er kehrte 1890 in die Vereinigten Staaten zurück und ließ sich in Phoenix nieder, wo er seiner Tätigkeit als Anwalt nachging. Später wurde er zum Gouverneur des Arizona-Territoriums ernannt und diente in dieser Stellung vom 18. April 1896 bis zum 29. Juli 1897. Er verstarb am 18. Mai 1898 in Phoenix und wurde anschließend auf dem Rosedale Cemetery beigesetzt.